# Castigliano-tétel
A Castigliano-tétel a szilárdságtan egyik munkatétele, amely rúdszerkezetek igénybevétele esetén alkalmazható. A Castigliano-tétel mellett a szilárdságtan másik munkatétele a Betti-tétel.

## A tétel kimondása és alkalmazása

### A tétel kimondása

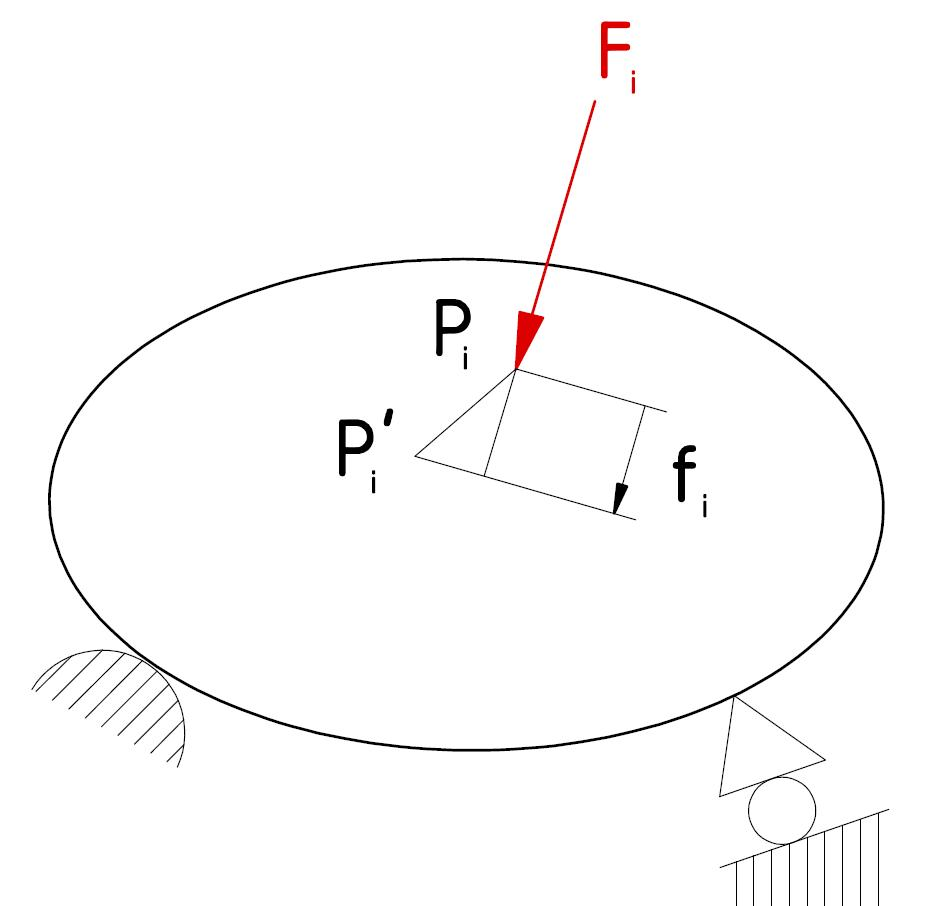
Egy külső erőkből és erőpárokból, valamint a reakcióerőkből álló erőrendszer hatására P_{i} pont elmozdul P_{i}'-be. f_{i} a pont F_{i} erő irányába eső elmozdulása. (A szerkezet statikailag határozott.)

A Castigliano-tétel kimondja, hogy az alakváltozási energiának a szerkezetet terhelő valamely koncentrált erő szerinti parciális deriváltja megadja az erő támadáspontjának az erő irányába eső elmozdulását. Rúdszerkezetek esetén ez általánosítható erőpárokra is; az alakváltozási energiának a szerkezetet terhelő valamely koncentrált erőpár szerinti parciális deriváltja megadja a keresztmetszet erőpár tengelye körüli szögelfordulását. 
Képletekkel:
{\displaystyle {\frac {\partial U(...F_{i}...)}{\partial F_{i}}}=f_{i}}
{\displaystyle {\frac {\partial U(...M_{j}...)}{\partial M_{j}}}=\phi _{j}}
ahol:
- {\displaystyle F_{i}} és {\displaystyle M_{j}}  - koncentrált erő ill. erőpár
- {\displaystyle f_{i}}  - az {\displaystyle F_{i}} koncentrált erő támadáspontjának elmozdulása
- {\displaystyle \phi _{j}}  - az {\displaystyle M_{j}} koncentrált erőpár támadáspontjának szögelfordulása
- {\displaystyle U(...)}  - az alakváltozási energia-függvény

### A tétel alkalmazásának feltétele
Fontos, hogy a Castigliano-tétel csak akkor alkalmazható, ha a vizsgált szerkezet statikailag határozott. Ez azt jelenti, hogy a reakció-erőrendszer (és így az alakváltozási energia is) kifejezhető az aktív erők függvényeként:
U = U(aktív erőrendszer)

### A tétel alkalmazása rúdszerkezetekre
A Castigliano-tételt használhatjuk a fent említett módon keresztmetszetek elmozdulásának és szögelfordulásának meghatározására. Ezenkívül statikailag határozatlan szerkezetek esetén a reakcióerők kiszámításában nyújt segítséget, ugyanis a tételt kényszerfeltételekként írhatjuk fel. (Például előre látható, hogy egy befogott keresztmetszet sem elfordulni, sem elmozdulni nem fog az alakváltozás során, illetve egy csuklós befogás keresztmetszete nem fog elmozdulni, csak elfordulni.) A kényszerfeltételeket matematikai formában a fenti egyenletek írják le, így kellő számú független egyenletet kaphatunk ahhoz, hogy a reakcióerőket kiszámítsuk.
Az alakváltozási energia képletét felhasználva, rúd hajlítása és csavarása esetén:
{\displaystyle f_{i}={\frac {\partial U}{\partial F_{i}}}=\int _{l}^{}{\frac {M_{h}}{I_{y}E}}{\frac {\partial M_{h}}{\partial F_{i}}}\,dx+\int _{l}^{}{\frac {M_{t}}{I_{p}G}}{\frac {\partial M_{t}}{\partial F_{i}}}\,dx}
{\displaystyle \phi _{j}={\frac {\partial U}{\partial M_{j}}}=\int _{l}^{}{\frac {M_{h}}{I_{y}E}}{\frac {\partial M_{h}}{\partial M_{j}}}\,dx+\int _{l}^{}{\frac {M_{t}}{I_{p}G}}{\frac {\partial M_{t}}{\partial M_{j}}}\,dx}
ahol:
- {\displaystyle M_{h}} - a hajlítónyomatéki függvény
- {\displaystyle M_{t}} - a csavarónyomatéki függvény
- az integrál a rúd teljes hosszára vonatkozik

## Külső hivatkozások
- BME - Műszaki Mechanika Tanszék